# 丈人一
丈人一（α Col/天鸽座α），英文名Phact，是南天星座天鸽座的三等星。视星等2.64，是天鸽座的最亮星。基于依巴谷卫星的视差测量，丈人一的距离大约是261光年。

## 特性
该星被认为是单星，但是它有一个暗淡的光学伴星，角距离13.5弧秒，使它成为双星。丈人一的恒星分类为B7III，亮度分类III代表它已经演化成一个巨星。光谱显示它是个Be星，被炽热的气体盘环绕，产生出发射谱线。像大部分的这种恒星，它自转快速，投影恒星自转速度为176km/s。赤道速度可能高达457km/s。它是一个疑似的仙后座γ型变星，视星等在2.62-2.66间变化。